# Estação Herttoniemi

Herttoniemi (em sueco:  Hertonäs) é uma estação das 30 estações da linha única do Metro de Helsínquia.